# Hähnchen (Sankt Augustin)
Hähnchen ist ein Wohnplatz in Sankt Augustin an der Grenze zu Bonn-Holzlar. Hähnchen war ein ehemaliger freiadeliger Hof mit der Pflicht, bei Bedarf ein Pferd und einen Harnisch zu stellen.

## Geschichte
1327 wurde hier erstmals ein Wohnplatz yn dem Hagene erwähnt. Der Name in dem Gehege deutet auf einen eingezäunten Wohnplatz hin. Weitere Nennungen sind 1626 Hoff Höngen, 1725 Gut Häntgen und ab 1793 Hänchenhof. 
Mit der napoleonischen Gebietsreform 1808 kam Hähnchen zu Birlinghoven und damit bei der kommunalen Neuordnung 1969 zur Stadt Sankt Augustin.

### Besitzer und Pächter
1580 wird als Eigentümer des Hofes ein Goddard Meighen genannt. Nächster Besitzer war dessen Neffe Wilhelm von Strohhaus genannt von Leidenhausen. 1626 gehört der Hof nach dem Ehevertrag von Walraff Scheiffard von Merode zur ihm gehörenden Burg Birlinghoven. Nächste Eigentümerin war die Tochter Maria Anna Scheiffart von Merode, die mit Werner Anton von Gymnich verheiratet war. Deren  Tochter Odilie Philippina Therese von Gymnich war mit ihrem Mann Philipp von Martial war wahrscheinlich auch noch im Besitz des Gutes. Vermutlich weil von 1635 bis 1638 Gudula Scheiffart von Merode Äbtissin vom Kloster Merten war, wurde das Gut irgendwann an dieses übertragen. 
Gesicherte Klosterhalfmänner waren Mathias Asbach, Mathias Lütz und Adolf Lütz. Tilmann Daufenbach, ein Kirchenmeister, verlor auf dem Gut 1793 den Sohn Jakob Josef. Ein anderer Sohn von Tilmann Daufenbach hatte hier mit Helena Margareta Heider vier Töchter. Maria Anna Daufenbach heiratete 1796 Johann Ennenbach und gebar ihm 1796 und 1797 in Hähnchen zwei Töchter, bevor die Familie nach Hoholz und später nach Hobshof zog. 
Nach der Säkularisation wurde 1808 in Hähnchen der dritte Sohn von Wenzel Marx geboren, dem späteren Gutsbesitzer des Rittersitzes Leidenhausen im heutigen Stadtteil Köln-Brück. Vermutlich war der Vater der neue Eigentümer.